# اللحیه
اللحیة (به عربی: اللحیة ) یک منطقهٔ مسکونی در یمن است که در استان حدیده واقع شده‌است.